# Fabio Alverà
Fabio Alverà (Cortina d'Ampezzo, 1º giugno 1959) è un giocatore di curling italiano, del Curling Club Tofane.

## Biografia
È fratello della giocatrice di curling Claudia Alverà e padre della giocatrice di curling olimpionica Eleonora Alverà e del giocatore di curling Alberto Alverà.

### Nazionale
Alverà ha fatto parte della nazionale italiana di curling a partire dal 1985, anno in cui partecipò all'europeo di Grindelwald. Nella sua carriera Fabio ha partecipato ai XX Giochi olimpici invernali, a quattro campionati mondiali e dodici campionati europei, totalizzando 138 presenze in azzurro. Il miglior risultato dell'atleta è il 4º posto ottenuto al campionato europeo di curling disputato a Copenaghen nel 1986.
Fabio ha anche fatto parte della nazionale italiana misti di curling e della nazionale italiana senior di curling disputando due campionati europei misti di curling e un campionato mondiale senior di curling, totalizzando 19 partite in azzurro.
CAMPIONATI
Nazionale assoluta: 138 partite
- Olimpiadi
  - 2006 Torino ( Italia) 7°
- Mondiali
  - 1986 Toronto ( Canada) 10°
  - 1989 Milwaukee ( Stati Uniti) 7°
  - 1990 Västerås ( Svezia) 9°
  - 2005 Victoria ( Canada) 12°
- Europei
  - 1985 Grindelwald ( Svizzera) 12°
  - 1986 Copenaghen ( Danimarca) 4°
  - 1987 Oberstdorf ( Germania Ovest) 10°
  - 1988 Perth ( Scozia) 8°
  - 1989 Engelberg ( Svizzera) 9°
  - 1992 Perth ( Scozia) 14°
  - 1996 Copenaghen ( Danimarca) 10°
  - 1999 Chamonix ( Francia) 12°
  - 2000 Oberstdorf ( Germania) 12°
  - 2003 Courmayeur ( Italia) 8°
  - 2004 Sofia ( Bulgaria) 5°
  - 2005 Garmisch-Partenkirchen ( Germania) 9°

Nazionale misti: 12 partite
- Europei misti
  - 2007 Madrid ( Spagna) 9°
  - 2008 Kitzbühel ( Austria) 9°

Nazionale senior: 7 partite
- Mondiale senior
  - 2012 Tårnby ( Danimarca) 12°

### Campionati italiani
Fabio ha vinto nel campionato italiano assoluto di curling tredici medaglie d'oro, due d'argento e una di bronzo. Alverà ha inoltre vinto nel campionato italiano misto di curling due medaglie d'oro e altrettante nel campionato italiano master di curling.

## Incarichi sociali e sportivi
Nel 1997 inizia la sua carriera come allenatore della nazionale maschile, che seguirà in tre europei ed un mondiale. Dal 2012 al 2013 è allenatore della nazionale italiana femminile di curling, squadra che ha seguito ad un europeo ed un mondiale
Fabio è stato allenatore di alcuni club italiani per poi diventare nel 2007 allenatore di tutti i giovani dei club associati all'Associazione Curling Cortina.
CAMPIONATI DA ALLENATORE
Nazionale maschile:
- Mondiali
  - 2010 Cortina d'Ampezzo ( Italia) 10°
- Europei
  - 1997 Füssen ( Germania) 13°
  - 2007 Füssen ( Germania) 10°
  - 2008 Örnsköldsvik ( Svezia) 12°

Nazionale femminile:
- Mondiali
  - 2013 Riga ( Lettonia) 10°
- Europei
  - 2012 Karlstad ( Svezia) 6°